# Tolentino
Tolentino  é uma cidade da Itália. Estende-se por uma área de 94,86 km², tendo uma densidade populacional de 198 hab/km². Faz fronteira com Belforte del Chienti, Camporotondo di Fiastrone, Colmurano, Corridonia, Macerata, Petriolo, Pollenza, San Ginesio, San Severino Marche, Serrapetrona, Treia, Urbisaglia.

## Demografia
| Variação demográfica do município entre 1861 e 2011                               |
|                                                                                   |
| Fonte: Istituto Nazionale di Statistica (ISTAT) - Elaboração gráfica da Wikipedia |